# Le Pilote rouge
Le Pilote rouge ou divisée en deux histoires intitulée Le Meeting aérien et Autour du monde avec le pilote rouge lors de certaine publication est la treizième histoire de la série Spirou et Fantasio de Jijé. Elle est publiée pour la première fois dans L'Espiègle au grand cœur et l'Almanach 44 de Spirou.